# Ilsbo
Ilsbo – miejscowość (tätort) w Szwecji, w regionie administracyjnym (län) Gävleborg, w gminie Nordanstig.
Według danych Szwedzkiego Urzędu Statystycznego liczba ludności wyniosła: 453 (31 grudnia 2015), 458 (31 grudnia 2018) i 461 (31 grudnia 2019).